# 東北部 (越南)

东北部在越南的位置

东北部（越南语：／）是越南官方划分的全国8大区域之一。这一地区位于河内的北面和东北，地理概念比越北还要大。
东北部的省份包括高平省、谅山省、富寿省、广宁省、太原省、宣光省。